# Göteborgs BK
Der Göteborgs Badmintonklubb oder kurz Göteborgs BK (GBK) ist ein schwedischer Badmintonverein aus Göteborg. Er ist einer der erfolgreichsten Vereine in dieser Sportart in Schweden. Bis 2011 wurden über 150 nationale Titel über alle Altersklassen hinweg erkämpft.

## Geschichte
Der Verein wurde am 23. Mai 1933 gegründet. 1951 folgte der erste nationale Einzeltitel durch Thora Löfgren gefolgt vom ersten Mannschaftstitel 1973. 1990 gewann der Verein den Europapokal. Catrine Bengtsson, Maria Bengtsson, Anette Börjesson, Jens Olsson, Elin Bergblom, Johanna Persson und Sara Persson erkämpften sich Lorbeer weit über die Landesgrenzen hinaus.

## Erfolge
| Saison    | Veranstaltung                      | Disziplin    | Platz | Name                                                          |
| --------- | ---------------------------------- | ------------ | ----- | ------------------------------------------------------------- |
| 1950/1951 | Schweden: Einzelmeisterschaft      | Dameneinzel  | 1     | Thora Löfgren (Göteborgs BK)                                  |
| 1951/1952 | Schweden: Einzelmeisterschaft      | Damendoppel  | 1     | Astrid Löfgren / Tora Löfgren (Göteborgs BK)                  |
| 1953/1954 | Schweden: Einzelmeisterschaft      | Herreneinzel | 1     | Leif Ekedahl (Göteborgs BK)                                   |
| 1954/1955 | Schweden: Einzelmeisterschaft      | Herreneinzel | 1     | Leif Ekedahl (Göteborgs BK)                                   |
| 1955/1956 | Schweden: Einzelmeisterschaft      | Herreneinzel | 1     | Leif Ekedahl (Göteborgs BK)                                   |
| 1960/1961 | Schweden: Einzelmeisterschaft      | Herreneinzel | 1     | Leif Ekedahl (Göteborgs BK)                                   |
| 1972/1973 | Schweden: Einzelmeisterschaft      | Dameneinzel  | 1     | Anette Börjesson (GBK)                                        |
| 1972/1973 | Schweden: Einzelmeisterschaft      | Damendoppel  | 1     | Anette Börjesson / Karin Lindquist (GBK / Spårvägen)          |
| 1973      | Schweden: Mannschaftsmeisterschaft | Mannschaft   | 1     | Göteborgs B. K.                                               |
| 1974/1975 | Schweden: Einzelmeisterschaft      | Damendoppel  | 1     | Anette Börjesson / Ewa Carlander (GBK)                        |
| 1974/1975 | Schweden: Einzelmeisterschaft      | Dameneinzel  | 1     | Anette Börjesson (GBK)                                        |
| 1975/1976 | Schweden: Einzelmeisterschaft      | Mixed        | 1     | Claes Nordin / Anette Börjesson (GBK)                         |
| 1976/1977 | Schweden: Einzelmeisterschaft      | Dameneinzel  | 1     | Anette Börjesson (GBK)                                        |
| 1976/1977 | Schweden: Einzelmeisterschaft      | Mixed        | 1     | Lars Wengberg / Anette Börjesson (BK Aura / GBK)              |
| 1978/1979 | Schweden: Einzelmeisterschaft      | Dameneinzel  | 1     | Anette Börjesson (GBK)                                        |
| 1978/1979 | Schweden: Einzelmeisterschaft      | Mixed        | 1     | Lars Wengberg / Anette Börjesson (BK Aura / GBK)              |
| 1979/1980 | Schweden: Einzelmeisterschaft      | Dameneinzel  | 1     | Anette Börjesson (GBK)                                        |
| 1979/1980 | Schweden: Einzelmeisterschaft      | Mixed        | 1     | Lars Wengberg / Anette Börjesson (BK Aura / GBK)              |
| 1979/1980 | Schweden: Einzelmeisterschaft      | Herrendoppel | 1     | Stefan Karlsson / Claes Nordin (BK Aura / GBK)                |
| 1980/1981 | Schweden: Einzelmeisterschaft      | Mixed        | 1     | Lars Wengberg / Anette Börjesson (BK Aura / GBK)              |
| 1981/1982 | Schweden: Einzelmeisterschaft      | Mixed        | 1     | Lars Wengberg / Anette Börjesson (BK Aura / GBK)              |
| 1986/1987 | Schweden: Einzelmeisterschaft      | Herreneinzel | 1     | Ulf Johansson (Göteborgs BK)                                  |
| 1987/1988 | Schweden: Einzelmeisterschaft      | Herreneinzel | 1     | Jens Olsson (Göteborgs BK)                                    |
| 1988/1989 | Schweden: Einzelmeisterschaft      | Herreneinzel | 1     | Jonas Herrgårdh (Göteborgs BK)                                |
| 1988/1989 | Schweden: Einzelmeisterschaft      | Mixed        | 1     | Jens Olsson / Catrine Bengtsson (GBK)                         |
| 1989      | Schweden: Mannschaftsmeisterschaft | Mannschaft   | 1     | Göteborgs BK                                                  |
| 1990      | Schweden: Mannschaftsmeisterschaft | Mannschaft   | 1     | Göteborgs BK                                                  |
| 1990/1991 | Schweden: Einzelmeisterschaft      | Dameneinzel  | 1     | Catrine Bengtsson (GBK)                                       |
| 1990/1991 | Schweden: Einzelmeisterschaft      | Damendoppel  | 1     | Catrine Bengtsson / Maria Bengtsson (GBK / BK Aura)           |
| 1991/1992 | Schweden: Einzelmeisterschaft      | Damendoppel  | 1     | Catrine Bengtsson / Maria Bengtsson (GBK / BK Aura)           |
| 1992      | Schweden: Mannschaftsmeisterschaft | Mannschaft   | 1     | Göteborgs BK                                                  |
| 1993      | Schweden: Mannschaftsmeisterschaft | Mannschaft   | 1     | Göteborgs BK                                                  |
| 1993/1994 | Schweden: Einzelmeisterschaft      | Herrendoppel | 1     | Peter Axelsson / Pär-Gunnar Jönsson (Täby BMF / Göteborgs BK) |
| 1993/1994 | Schweden: Einzelmeisterschaft      | Herreneinzel | 1     | Jens Olsson (Göteborgs BK)                                    |
| 1994      | Schweden: Mannschaftsmeisterschaft | Mannschaft   | 1     | Göteborgs BK                                                  |
| 1994/1995 | Schweden: Einzelmeisterschaft      | Herrendoppel | 1     | Peter Axelsson / Pär-Gunnar Jönsson (Täby BMF / Göteborgs BK) |
| 1994/1995 | Schweden: Einzelmeisterschaft      | Herreneinzel | 1     | Jens Olsson (Göteborgs BK)                                    |
| 1995      | Schweden: Mannschaftsmeisterschaft | Mannschaft   | 1     | Göteborgs BK                                                  |
| 1995/1996 | Schweden: Einzelmeisterschaft      | Dameneinzel  | 1     | Marina Andrievskaia (GBK)                                     |
| 1995/1996 | Schweden: Einzelmeisterschaft      | Herrendoppel | 1     | Peter Axelsson / Pär-Gunnar Jönsson (Täby BMF / Göteborgs BK) |
| 1996/1997 | Schweden: Einzelmeisterschaft      | Dameneinzel  | 1     | Marina Andrievskaia (GBK)                                     |
| 1996/1997 | Schweden: Einzelmeisterschaft      | Damendoppel  | 1     | Marina Andrievskaia / Christine Gandrup (GBK / Täby BMF)      |
| 1997/1998 | Schweden: Einzelmeisterschaft      | Dameneinzel  | 1     | Marina Andrievskaia (GBK)                                     |
| 1997/1998 | Schweden: Einzelmeisterschaft      | Damendoppel  | 1     | Marina Andrievskaia / Catrine Bengtsson (GBK / Askim)         |
| 1998/1999 | Schweden: Einzelmeisterschaft      | Damendoppel  | 1     | Kristin Evernäs / Jenny Karlsson (Askim / GBK)                |
| 1998/1999 | Schweden: Einzelmeisterschaft      | Mixed        | 1     | Fredrik Bergström / Jenny Karlsson (IFK Umeå / GBK)           |
| 2002/2003 | Schweden: Einzelmeisterschaft      | Mixed        | 1     | Jörgen Olsson / Frida Andreasson (Göteborgs BK)               |
| 2003/2004 | Schweden: Einzelmeisterschaft      | Damendoppel  | 1     | Johanna Persson / Frida Andreasson (Täby BMF / GBK)           |
| 2005/2006 | Schweden: Einzelmeisterschaft      | Mixed        | 1     | Henri Hurskainen / Johanna Persson BK Aura / GBK              |
| 2005/2006 | Schweden: Einzelmeisterschaft      | Dameneinzel  | 1     | Sara Persson (GBK)                                            |
| 2005/2006 | Schweden: Einzelmeisterschaft      | Damendoppel  | 1     | Elin Bergblom / Johanna Persson (Uppsala KFUM / GBK)          |
| 2006/2007 | Schweden: Einzelmeisterschaft      | Dameneinzel  | 1     | Sara Persson (GBK)                                            |
| 2007/2008 | Schweden: Einzelmeisterschaft      | Mixed        | 1     | Per-Henrik Croona / Johanna Persson (Karlskoga / GBK)         |
| 2007/2008 | Schweden: Einzelmeisterschaft      | Dameneinzel  | 1     | Sara Persson (GBK)                                            |
| 2007/2008 | Schweden: Einzelmeisterschaft      | Damendoppel  | 1     | Elin Bergblom / Johanna Persson (Uppsala KFUM / GBK)          |
| 2009/2010 | Schweden: Einzelmeisterschaft      | Herreneinzel | 1     | Kristian Karttunen (GBK)                                      |